# Шарып
Шарып — посёлок в Шушенском районе Красноярского края. Входит в состав Каптыревского сельсовета.

## География
Расположена на берегах реки Большая Шунерка, к югу от автодороги 04К-991. Абсолютная высота — 362 метра над уровнем моря.
Климат
Климат характеризуется как резко континентальный, с продолжительной морозной зимой и коротким тёплым летом. Средняя температура воздуха самого тёплого месяца (июля) составляет 20 °C; самого холодного (января) — −20 °C. Среднегодовое количество атмосферных осадков составляет 500 мм. Безморозный период в среднем длится 115 дней.

## История
Основан в 1922 году. В 1926 году в посёлке имелось 70 хозяйств и проживало 367 человек (178 мужчин и 189 женщин). В национальном составе населения того периода преобладали русские. В административном отношении входил в состав Салбинского сельсовета Ермаковского района Минусинского округа Сибирского края.

## Население
| 2010 |
| ---- |
| 173  |

Половой состав
По данным Всероссийской переписи населения 2010 года в гендерной структуре населения мужчины составляли 49,7 %, женщины — соответственно 50,3 %.
Национальный состав
Согласно результатам переписи 2002 года, в национальной структуре населения русские составляли 98 % из 224 чел.